# Osteochilus partilineatus
Osteochilus partilineatus är en fiskart som beskrevs av Kottelat, 1995. Osteochilus partilineatus ingår i släktet Osteochilus och familjen karpfiskar. Inga underarter finns listade i Catalogue of Life.